# San José (Santa María)
San José è una città argentina del Dipartimento di Santa María, nella provincia di Catamarca.